# Seul à seul ou le jeu d'échecs
Seul à seul ou le jeu d'échecs est un tableau du peintre russe Grigori Miassoïedov, réalisé durant la dernière période de son activité artistique. Actuellement, le tableau se trouve dans la collection du Musée du jeu d'échecs à Moscou.

## Histoire du tableau

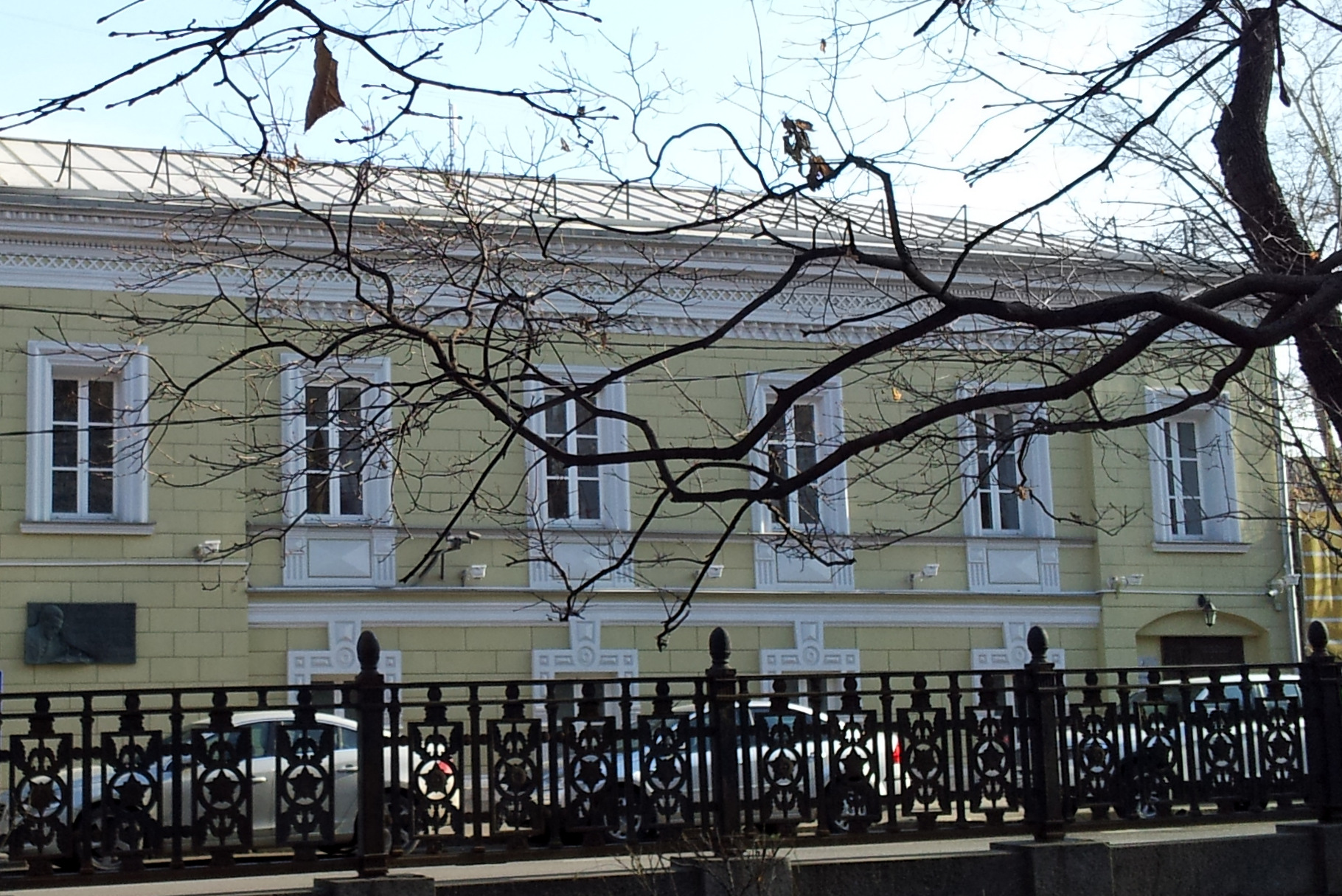
Le musée du Jeu d'échecs à Moscou, où le tableau est conservé.

Le peintre a réalisé ce tableau en 1907 à Poltava, où il possédait un domaine. Ses dimensions sont de 63 × 90 cm. La signature de l'artiste se trouve sur le tableau : « Г. Мясоедов » (elle se trouve sur la boite avec des pièces dans le coin inférieur gauche du tableau). Ce tableau a été présenté lors de la 36e exposition des artistes Ambulants.
Le tableau était resté dans la collection de son auteur, mais après la mort de son père en 1911, son fils Ivan Miassoïedov a vendu toute cette collection. Le tableau Seul à seul a été acheté par un joueur d'échecs, amateur inconnu.
La tableau de Miassoïedov est actuellement conservé au musée du jeu d'échecs à Moscou. Il appartenait précédemment au collectionneur Viatcheslav Alexandrovitch Dombrovski (1905-1966). Ce dernier était le chef de la caserne des pompiers durant le siège de Léningrad, et après la guerre, directeur du magasin spécialisé dans les jeux d'échecs à la rue Jeliabova. Dans sa jeunesse, Dombrovski, comme joueur d'échecs amateur, s'est intéressé aux collections relatives aux échecs et à la littérature sur les échecs. Il a rendu sa collection personnelle accessible au public en la transformant en un musée privé accessible gratuitement,.
Après la mort de ce collectionneur en 1966, sa collection a été divisée en trois parties : l'une a été achetée par Lothar Schmid, grand maître international, fonctionnaire et collectionneur en Allemagne ; la deuxième partie s'est retrouvée au club d'échecs de la ville de Tallin ; la troisième a été achetée par la fédération soviétique des échecs. Cette troisième partie est devenue la base de la collection du Musée du jeu d'échecs à Moscou, au boulevard Gogolevski. La peinture de Miassoïedov a d'abord été conservée pour le fonds du musée lors de sa création en 1966, puis en 1980, après l'ouverture officielle, elle a été exposée au public dans une des salles d'exposition du musée.
Grigori Miassoïedov a reçu une excellente éducation dans son enfance, il a étudié les langues anciennes au gymnasium. Il était non seulement un leader au sein des Ambulants, mais aussi un ami proche de plusieurs compositeurs de musique du Groupe des Cinq tels César Cui, Mili Balakirev, Alexandre Serov, et aussi du critique musical Vladimir Stassov. Ses biographes n'apportent pas de preuve d'un intérêt particulier du peintre pour les échecs en dehors de cette toile.

## Sujet du tableau

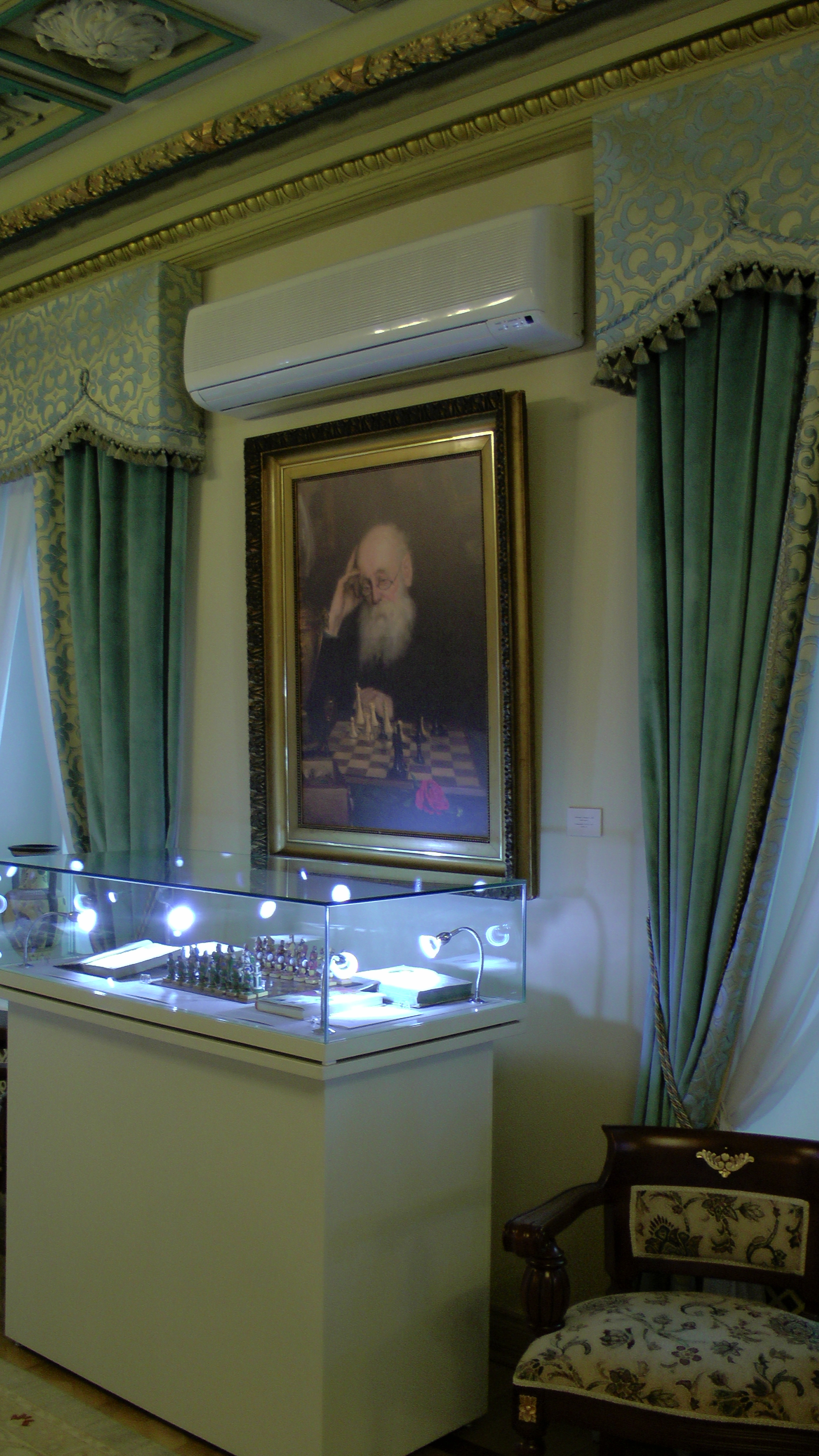
Le tableau de G. Miassoïedov au musée du Jeu d'échecs à Moscou.

Le tableau présente un vieil homme à barbe grise, vêtu de noir, assis seul à une table. Il examine la position des pièces d'échecs placées sur un échiquier. Au premier plan est représentée une rose rouge, une boîte avec les pièces d'échecs ; sur le côté, une lampe à pétrole éteinte, coupée par le bord de la toile. La chambre est plongée dans l'obscurité.
Le sujet du tableau a provoqué un débat animé parmi les historiens d'art et les historiens des échecs. Actuellement, il existe plusieurs versions :
1. La version de Dombrovski est la suivante : le tableau représente Sergueï Ouroussov (1827-1897) qui était major-général dans l'armée russe et joueur d'échecs au XIXe siècle. Le personnage présente des ressemblances, mais Ouroussov ne portait pas de lunettes[2].
2. La version d'Isaac Linder (ru) est que le tableau représente Alexandre Petrov (1799-1867), premier maître d'échecs russe, écrivain, théoricien du jeu d'échecs, homme politique (conseiller secret de la classe III de la Table des Rangs). Il existe une similitude dans les lunettes, qui apparaissent aussi dans les deux gravures qui ont été conservées représentant Petrov. Le dessin de Piotr Borel (ru), gravé par Lavrenti Seriakov (1871), est particulièrement proche du tableau de Miassoïedov. Linder suppose que le tableau a été peint à partir d'une photo d'un joueur d'échecs. Le fait que le tableau a été réalisé après la mort du joueur (un portrait posthume pour les parents) peut expliquer la présence de la rose au premier plan[2].
Conformément à cette version de Linder, le portrait de Miassoïedov a été représenté sur la couverture du programme du mémorial Alexandre Petrov du 7-16 février 1996 à Saint-Pétersbourg.
3. La version du critique d'art V. S. Ogolevets, est que sur le tableau est représenté un alter ego de Miassoïedov avec des disparités d'apparence extérieure mais reflétant son monde intérieur à la fin de sa vie[8]. La solitude de l'artiste l'a conduit à une désolation spirituelle qui s'exprime dans ce portrait Seul à seul et dans d'autres du même genre.
Cette solitude est apparue après la mort de son épouse et du fait des relations difficiles avec son fils Ivan Miassoïedov, qui était également artiste mais de l'art nouveau. Pendant longtemps, le père n'a pas apprécié ce fils[10].
4. Selon la critique d'art Natalia Ivanovna, sur le tableau est représenté un modèle que l'artiste a fréquemment utilisé dans les dernières années de sa vie et notamment pour un portrait intitulé Le Vieil Homme au livre (1902). On sait que son jardinier a posé pour certaines toiles[2].

## Positions des pièces sur l'échiquier représenté dans le tableau
|   | a | b | c | d | e | f | g | h |   |
| 8 | Roi noir sur case noire d8 · Pion noir sur case blanche d7 · Pion noir sur case blanche c6 · Fou noir sur case noire h6 · Pion noir sur case noire d4 · Dame noire sur case noire c3 · Pion blanc sur case blanche d3 · Pion noir sur case noire e3 · Tour blanche sur case blanche f3 · Pion blanc sur case noire g3 · Cavalier noir sur case noire b2 · Pion blanc sur case blanche c2 · Dame blanche sur case blanche e2 · Tour blanche sur case blanche f1 · Roi blanc sur case noire g1 | Roi noir sur case noire d8 · Pion noir sur case blanche d7 · Pion noir sur case blanche c6 · Fou noir sur case noire h6 · Pion noir sur case noire d4 · Dame noire sur case noire c3 · Pion blanc sur case blanche d3 · Pion noir sur case noire e3 · Tour blanche sur case blanche f3 · Pion blanc sur case noire g3 · Cavalier noir sur case noire b2 · Pion blanc sur case blanche c2 · Dame blanche sur case blanche e2 · Tour blanche sur case blanche f1 · Roi blanc sur case noire g1 | Roi noir sur case noire d8 · Pion noir sur case blanche d7 · Pion noir sur case blanche c6 · Fou noir sur case noire h6 · Pion noir sur case noire d4 · Dame noire sur case noire c3 · Pion blanc sur case blanche d3 · Pion noir sur case noire e3 · Tour blanche sur case blanche f3 · Pion blanc sur case noire g3 · Cavalier noir sur case noire b2 · Pion blanc sur case blanche c2 · Dame blanche sur case blanche e2 · Tour blanche sur case blanche f1 · Roi blanc sur case noire g1 | Roi noir sur case noire d8 · Pion noir sur case blanche d7 · Pion noir sur case blanche c6 · Fou noir sur case noire h6 · Pion noir sur case noire d4 · Dame noire sur case noire c3 · Pion blanc sur case blanche d3 · Pion noir sur case noire e3 · Tour blanche sur case blanche f3 · Pion blanc sur case noire g3 · Cavalier noir sur case noire b2 · Pion blanc sur case blanche c2 · Dame blanche sur case blanche e2 · Tour blanche sur case blanche f1 · Roi blanc sur case noire g1 | Roi noir sur case noire d8 · Pion noir sur case blanche d7 · Pion noir sur case blanche c6 · Fou noir sur case noire h6 · Pion noir sur case noire d4 · Dame noire sur case noire c3 · Pion blanc sur case blanche d3 · Pion noir sur case noire e3 · Tour blanche sur case blanche f3 · Pion blanc sur case noire g3 · Cavalier noir sur case noire b2 · Pion blanc sur case blanche c2 · Dame blanche sur case blanche e2 · Tour blanche sur case blanche f1 · Roi blanc sur case noire g1 | Roi noir sur case noire d8 · Pion noir sur case blanche d7 · Pion noir sur case blanche c6 · Fou noir sur case noire h6 · Pion noir sur case noire d4 · Dame noire sur case noire c3 · Pion blanc sur case blanche d3 · Pion noir sur case noire e3 · Tour blanche sur case blanche f3 · Pion blanc sur case noire g3 · Cavalier noir sur case noire b2 · Pion blanc sur case blanche c2 · Dame blanche sur case blanche e2 · Tour blanche sur case blanche f1 · Roi blanc sur case noire g1 | Roi noir sur case noire d8 · Pion noir sur case blanche d7 · Pion noir sur case blanche c6 · Fou noir sur case noire h6 · Pion noir sur case noire d4 · Dame noire sur case noire c3 · Pion blanc sur case blanche d3 · Pion noir sur case noire e3 · Tour blanche sur case blanche f3 · Pion blanc sur case noire g3 · Cavalier noir sur case noire b2 · Pion blanc sur case blanche c2 · Dame blanche sur case blanche e2 · Tour blanche sur case blanche f1 · Roi blanc sur case noire g1 | Roi noir sur case noire d8 · Pion noir sur case blanche d7 · Pion noir sur case blanche c6 · Fou noir sur case noire h6 · Pion noir sur case noire d4 · Dame noire sur case noire c3 · Pion blanc sur case blanche d3 · Pion noir sur case noire e3 · Tour blanche sur case blanche f3 · Pion blanc sur case noire g3 · Cavalier noir sur case noire b2 · Pion blanc sur case blanche c2 · Dame blanche sur case blanche e2 · Tour blanche sur case blanche f1 · Roi blanc sur case noire g1 | 8 |
| 7 | Roi noir sur case noire d8 · Pion noir sur case blanche d7 · Pion noir sur case blanche c6 · Fou noir sur case noire h6 · Pion noir sur case noire d4 · Dame noire sur case noire c3 · Pion blanc sur case blanche d3 · Pion noir sur case noire e3 · Tour blanche sur case blanche f3 · Pion blanc sur case noire g3 · Cavalier noir sur case noire b2 · Pion blanc sur case blanche c2 · Dame blanche sur case blanche e2 · Tour blanche sur case blanche f1 · Roi blanc sur case noire g1 | Roi noir sur case noire d8 · Pion noir sur case blanche d7 · Pion noir sur case blanche c6 · Fou noir sur case noire h6 · Pion noir sur case noire d4 · Dame noire sur case noire c3 · Pion blanc sur case blanche d3 · Pion noir sur case noire e3 · Tour blanche sur case blanche f3 · Pion blanc sur case noire g3 · Cavalier noir sur case noire b2 · Pion blanc sur case blanche c2 · Dame blanche sur case blanche e2 · Tour blanche sur case blanche f1 · Roi blanc sur case noire g1 | Roi noir sur case noire d8 · Pion noir sur case blanche d7 · Pion noir sur case blanche c6 · Fou noir sur case noire h6 · Pion noir sur case noire d4 · Dame noire sur case noire c3 · Pion blanc sur case blanche d3 · Pion noir sur case noire e3 · Tour blanche sur case blanche f3 · Pion blanc sur case noire g3 · Cavalier noir sur case noire b2 · Pion blanc sur case blanche c2 · Dame blanche sur case blanche e2 · Tour blanche sur case blanche f1 · Roi blanc sur case noire g1 | Roi noir sur case noire d8 · Pion noir sur case blanche d7 · Pion noir sur case blanche c6 · Fou noir sur case noire h6 · Pion noir sur case noire d4 · Dame noire sur case noire c3 · Pion blanc sur case blanche d3 · Pion noir sur case noire e3 · Tour blanche sur case blanche f3 · Pion blanc sur case noire g3 · Cavalier noir sur case noire b2 · Pion blanc sur case blanche c2 · Dame blanche sur case blanche e2 · Tour blanche sur case blanche f1 · Roi blanc sur case noire g1 | Roi noir sur case noire d8 · Pion noir sur case blanche d7 · Pion noir sur case blanche c6 · Fou noir sur case noire h6 · Pion noir sur case noire d4 · Dame noire sur case noire c3 · Pion blanc sur case blanche d3 · Pion noir sur case noire e3 · Tour blanche sur case blanche f3 · Pion blanc sur case noire g3 · Cavalier noir sur case noire b2 · Pion blanc sur case blanche c2 · Dame blanche sur case blanche e2 · Tour blanche sur case blanche f1 · Roi blanc sur case noire g1 | Roi noir sur case noire d8 · Pion noir sur case blanche d7 · Pion noir sur case blanche c6 · Fou noir sur case noire h6 · Pion noir sur case noire d4 · Dame noire sur case noire c3 · Pion blanc sur case blanche d3 · Pion noir sur case noire e3 · Tour blanche sur case blanche f3 · Pion blanc sur case noire g3 · Cavalier noir sur case noire b2 · Pion blanc sur case blanche c2 · Dame blanche sur case blanche e2 · Tour blanche sur case blanche f1 · Roi blanc sur case noire g1 | Roi noir sur case noire d8 · Pion noir sur case blanche d7 · Pion noir sur case blanche c6 · Fou noir sur case noire h6 · Pion noir sur case noire d4 · Dame noire sur case noire c3 · Pion blanc sur case blanche d3 · Pion noir sur case noire e3 · Tour blanche sur case blanche f3 · Pion blanc sur case noire g3 · Cavalier noir sur case noire b2 · Pion blanc sur case blanche c2 · Dame blanche sur case blanche e2 · Tour blanche sur case blanche f1 · Roi blanc sur case noire g1 | Roi noir sur case noire d8 · Pion noir sur case blanche d7 · Pion noir sur case blanche c6 · Fou noir sur case noire h6 · Pion noir sur case noire d4 · Dame noire sur case noire c3 · Pion blanc sur case blanche d3 · Pion noir sur case noire e3 · Tour blanche sur case blanche f3 · Pion blanc sur case noire g3 · Cavalier noir sur case noire b2 · Pion blanc sur case blanche c2 · Dame blanche sur case blanche e2 · Tour blanche sur case blanche f1 · Roi blanc sur case noire g1 | 7 |
| 6 | Roi noir sur case noire d8 · Pion noir sur case blanche d7 · Pion noir sur case blanche c6 · Fou noir sur case noire h6 · Pion noir sur case noire d4 · Dame noire sur case noire c3 · Pion blanc sur case blanche d3 · Pion noir sur case noire e3 · Tour blanche sur case blanche f3 · Pion blanc sur case noire g3 · Cavalier noir sur case noire b2 · Pion blanc sur case blanche c2 · Dame blanche sur case blanche e2 · Tour blanche sur case blanche f1 · Roi blanc sur case noire g1 | Roi noir sur case noire d8 · Pion noir sur case blanche d7 · Pion noir sur case blanche c6 · Fou noir sur case noire h6 · Pion noir sur case noire d4 · Dame noire sur case noire c3 · Pion blanc sur case blanche d3 · Pion noir sur case noire e3 · Tour blanche sur case blanche f3 · Pion blanc sur case noire g3 · Cavalier noir sur case noire b2 · Pion blanc sur case blanche c2 · Dame blanche sur case blanche e2 · Tour blanche sur case blanche f1 · Roi blanc sur case noire g1 | Roi noir sur case noire d8 · Pion noir sur case blanche d7 · Pion noir sur case blanche c6 · Fou noir sur case noire h6 · Pion noir sur case noire d4 · Dame noire sur case noire c3 · Pion blanc sur case blanche d3 · Pion noir sur case noire e3 · Tour blanche sur case blanche f3 · Pion blanc sur case noire g3 · Cavalier noir sur case noire b2 · Pion blanc sur case blanche c2 · Dame blanche sur case blanche e2 · Tour blanche sur case blanche f1 · Roi blanc sur case noire g1 | Roi noir sur case noire d8 · Pion noir sur case blanche d7 · Pion noir sur case blanche c6 · Fou noir sur case noire h6 · Pion noir sur case noire d4 · Dame noire sur case noire c3 · Pion blanc sur case blanche d3 · Pion noir sur case noire e3 · Tour blanche sur case blanche f3 · Pion blanc sur case noire g3 · Cavalier noir sur case noire b2 · Pion blanc sur case blanche c2 · Dame blanche sur case blanche e2 · Tour blanche sur case blanche f1 · Roi blanc sur case noire g1 | Roi noir sur case noire d8 · Pion noir sur case blanche d7 · Pion noir sur case blanche c6 · Fou noir sur case noire h6 · Pion noir sur case noire d4 · Dame noire sur case noire c3 · Pion blanc sur case blanche d3 · Pion noir sur case noire e3 · Tour blanche sur case blanche f3 · Pion blanc sur case noire g3 · Cavalier noir sur case noire b2 · Pion blanc sur case blanche c2 · Dame blanche sur case blanche e2 · Tour blanche sur case blanche f1 · Roi blanc sur case noire g1 | Roi noir sur case noire d8 · Pion noir sur case blanche d7 · Pion noir sur case blanche c6 · Fou noir sur case noire h6 · Pion noir sur case noire d4 · Dame noire sur case noire c3 · Pion blanc sur case blanche d3 · Pion noir sur case noire e3 · Tour blanche sur case blanche f3 · Pion blanc sur case noire g3 · Cavalier noir sur case noire b2 · Pion blanc sur case blanche c2 · Dame blanche sur case blanche e2 · Tour blanche sur case blanche f1 · Roi blanc sur case noire g1 | Roi noir sur case noire d8 · Pion noir sur case blanche d7 · Pion noir sur case blanche c6 · Fou noir sur case noire h6 · Pion noir sur case noire d4 · Dame noire sur case noire c3 · Pion blanc sur case blanche d3 · Pion noir sur case noire e3 · Tour blanche sur case blanche f3 · Pion blanc sur case noire g3 · Cavalier noir sur case noire b2 · Pion blanc sur case blanche c2 · Dame blanche sur case blanche e2 · Tour blanche sur case blanche f1 · Roi blanc sur case noire g1 | Roi noir sur case noire d8 · Pion noir sur case blanche d7 · Pion noir sur case blanche c6 · Fou noir sur case noire h6 · Pion noir sur case noire d4 · Dame noire sur case noire c3 · Pion blanc sur case blanche d3 · Pion noir sur case noire e3 · Tour blanche sur case blanche f3 · Pion blanc sur case noire g3 · Cavalier noir sur case noire b2 · Pion blanc sur case blanche c2 · Dame blanche sur case blanche e2 · Tour blanche sur case blanche f1 · Roi blanc sur case noire g1 | 6 |
| 5 | Roi noir sur case noire d8 · Pion noir sur case blanche d7 · Pion noir sur case blanche c6 · Fou noir sur case noire h6 · Pion noir sur case noire d4 · Dame noire sur case noire c3 · Pion blanc sur case blanche d3 · Pion noir sur case noire e3 · Tour blanche sur case blanche f3 · Pion blanc sur case noire g3 · Cavalier noir sur case noire b2 · Pion blanc sur case blanche c2 · Dame blanche sur case blanche e2 · Tour blanche sur case blanche f1 · Roi blanc sur case noire g1 | Roi noir sur case noire d8 · Pion noir sur case blanche d7 · Pion noir sur case blanche c6 · Fou noir sur case noire h6 · Pion noir sur case noire d4 · Dame noire sur case noire c3 · Pion blanc sur case blanche d3 · Pion noir sur case noire e3 · Tour blanche sur case blanche f3 · Pion blanc sur case noire g3 · Cavalier noir sur case noire b2 · Pion blanc sur case blanche c2 · Dame blanche sur case blanche e2 · Tour blanche sur case blanche f1 · Roi blanc sur case noire g1 | Roi noir sur case noire d8 · Pion noir sur case blanche d7 · Pion noir sur case blanche c6 · Fou noir sur case noire h6 · Pion noir sur case noire d4 · Dame noire sur case noire c3 · Pion blanc sur case blanche d3 · Pion noir sur case noire e3 · Tour blanche sur case blanche f3 · Pion blanc sur case noire g3 · Cavalier noir sur case noire b2 · Pion blanc sur case blanche c2 · Dame blanche sur case blanche e2 · Tour blanche sur case blanche f1 · Roi blanc sur case noire g1 | Roi noir sur case noire d8 · Pion noir sur case blanche d7 · Pion noir sur case blanche c6 · Fou noir sur case noire h6 · Pion noir sur case noire d4 · Dame noire sur case noire c3 · Pion blanc sur case blanche d3 · Pion noir sur case noire e3 · Tour blanche sur case blanche f3 · Pion blanc sur case noire g3 · Cavalier noir sur case noire b2 · Pion blanc sur case blanche c2 · Dame blanche sur case blanche e2 · Tour blanche sur case blanche f1 · Roi blanc sur case noire g1 | Roi noir sur case noire d8 · Pion noir sur case blanche d7 · Pion noir sur case blanche c6 · Fou noir sur case noire h6 · Pion noir sur case noire d4 · Dame noire sur case noire c3 · Pion blanc sur case blanche d3 · Pion noir sur case noire e3 · Tour blanche sur case blanche f3 · Pion blanc sur case noire g3 · Cavalier noir sur case noire b2 · Pion blanc sur case blanche c2 · Dame blanche sur case blanche e2 · Tour blanche sur case blanche f1 · Roi blanc sur case noire g1 | Roi noir sur case noire d8 · Pion noir sur case blanche d7 · Pion noir sur case blanche c6 · Fou noir sur case noire h6 · Pion noir sur case noire d4 · Dame noire sur case noire c3 · Pion blanc sur case blanche d3 · Pion noir sur case noire e3 · Tour blanche sur case blanche f3 · Pion blanc sur case noire g3 · Cavalier noir sur case noire b2 · Pion blanc sur case blanche c2 · Dame blanche sur case blanche e2 · Tour blanche sur case blanche f1 · Roi blanc sur case noire g1 | Roi noir sur case noire d8 · Pion noir sur case blanche d7 · Pion noir sur case blanche c6 · Fou noir sur case noire h6 · Pion noir sur case noire d4 · Dame noire sur case noire c3 · Pion blanc sur case blanche d3 · Pion noir sur case noire e3 · Tour blanche sur case blanche f3 · Pion blanc sur case noire g3 · Cavalier noir sur case noire b2 · Pion blanc sur case blanche c2 · Dame blanche sur case blanche e2 · Tour blanche sur case blanche f1 · Roi blanc sur case noire g1 | Roi noir sur case noire d8 · Pion noir sur case blanche d7 · Pion noir sur case blanche c6 · Fou noir sur case noire h6 · Pion noir sur case noire d4 · Dame noire sur case noire c3 · Pion blanc sur case blanche d3 · Pion noir sur case noire e3 · Tour blanche sur case blanche f3 · Pion blanc sur case noire g3 · Cavalier noir sur case noire b2 · Pion blanc sur case blanche c2 · Dame blanche sur case blanche e2 · Tour blanche sur case blanche f1 · Roi blanc sur case noire g1 | 5 |
| 4 | Roi noir sur case noire d8 · Pion noir sur case blanche d7 · Pion noir sur case blanche c6 · Fou noir sur case noire h6 · Pion noir sur case noire d4 · Dame noire sur case noire c3 · Pion blanc sur case blanche d3 · Pion noir sur case noire e3 · Tour blanche sur case blanche f3 · Pion blanc sur case noire g3 · Cavalier noir sur case noire b2 · Pion blanc sur case blanche c2 · Dame blanche sur case blanche e2 · Tour blanche sur case blanche f1 · Roi blanc sur case noire g1 | Roi noir sur case noire d8 · Pion noir sur case blanche d7 · Pion noir sur case blanche c6 · Fou noir sur case noire h6 · Pion noir sur case noire d4 · Dame noire sur case noire c3 · Pion blanc sur case blanche d3 · Pion noir sur case noire e3 · Tour blanche sur case blanche f3 · Pion blanc sur case noire g3 · Cavalier noir sur case noire b2 · Pion blanc sur case blanche c2 · Dame blanche sur case blanche e2 · Tour blanche sur case blanche f1 · Roi blanc sur case noire g1 | Roi noir sur case noire d8 · Pion noir sur case blanche d7 · Pion noir sur case blanche c6 · Fou noir sur case noire h6 · Pion noir sur case noire d4 · Dame noire sur case noire c3 · Pion blanc sur case blanche d3 · Pion noir sur case noire e3 · Tour blanche sur case blanche f3 · Pion blanc sur case noire g3 · Cavalier noir sur case noire b2 · Pion blanc sur case blanche c2 · Dame blanche sur case blanche e2 · Tour blanche sur case blanche f1 · Roi blanc sur case noire g1 | Roi noir sur case noire d8 · Pion noir sur case blanche d7 · Pion noir sur case blanche c6 · Fou noir sur case noire h6 · Pion noir sur case noire d4 · Dame noire sur case noire c3 · Pion blanc sur case blanche d3 · Pion noir sur case noire e3 · Tour blanche sur case blanche f3 · Pion blanc sur case noire g3 · Cavalier noir sur case noire b2 · Pion blanc sur case blanche c2 · Dame blanche sur case blanche e2 · Tour blanche sur case blanche f1 · Roi blanc sur case noire g1 | Roi noir sur case noire d8 · Pion noir sur case blanche d7 · Pion noir sur case blanche c6 · Fou noir sur case noire h6 · Pion noir sur case noire d4 · Dame noire sur case noire c3 · Pion blanc sur case blanche d3 · Pion noir sur case noire e3 · Tour blanche sur case blanche f3 · Pion blanc sur case noire g3 · Cavalier noir sur case noire b2 · Pion blanc sur case blanche c2 · Dame blanche sur case blanche e2 · Tour blanche sur case blanche f1 · Roi blanc sur case noire g1 | Roi noir sur case noire d8 · Pion noir sur case blanche d7 · Pion noir sur case blanche c6 · Fou noir sur case noire h6 · Pion noir sur case noire d4 · Dame noire sur case noire c3 · Pion blanc sur case blanche d3 · Pion noir sur case noire e3 · Tour blanche sur case blanche f3 · Pion blanc sur case noire g3 · Cavalier noir sur case noire b2 · Pion blanc sur case blanche c2 · Dame blanche sur case blanche e2 · Tour blanche sur case blanche f1 · Roi blanc sur case noire g1 | Roi noir sur case noire d8 · Pion noir sur case blanche d7 · Pion noir sur case blanche c6 · Fou noir sur case noire h6 · Pion noir sur case noire d4 · Dame noire sur case noire c3 · Pion blanc sur case blanche d3 · Pion noir sur case noire e3 · Tour blanche sur case blanche f3 · Pion blanc sur case noire g3 · Cavalier noir sur case noire b2 · Pion blanc sur case blanche c2 · Dame blanche sur case blanche e2 · Tour blanche sur case blanche f1 · Roi blanc sur case noire g1 | Roi noir sur case noire d8 · Pion noir sur case blanche d7 · Pion noir sur case blanche c6 · Fou noir sur case noire h6 · Pion noir sur case noire d4 · Dame noire sur case noire c3 · Pion blanc sur case blanche d3 · Pion noir sur case noire e3 · Tour blanche sur case blanche f3 · Pion blanc sur case noire g3 · Cavalier noir sur case noire b2 · Pion blanc sur case blanche c2 · Dame blanche sur case blanche e2 · Tour blanche sur case blanche f1 · Roi blanc sur case noire g1 | 4 |
| 3 | Roi noir sur case noire d8 · Pion noir sur case blanche d7 · Pion noir sur case blanche c6 · Fou noir sur case noire h6 · Pion noir sur case noire d4 · Dame noire sur case noire c3 · Pion blanc sur case blanche d3 · Pion noir sur case noire e3 · Tour blanche sur case blanche f3 · Pion blanc sur case noire g3 · Cavalier noir sur case noire b2 · Pion blanc sur case blanche c2 · Dame blanche sur case blanche e2 · Tour blanche sur case blanche f1 · Roi blanc sur case noire g1 | Roi noir sur case noire d8 · Pion noir sur case blanche d7 · Pion noir sur case blanche c6 · Fou noir sur case noire h6 · Pion noir sur case noire d4 · Dame noire sur case noire c3 · Pion blanc sur case blanche d3 · Pion noir sur case noire e3 · Tour blanche sur case blanche f3 · Pion blanc sur case noire g3 · Cavalier noir sur case noire b2 · Pion blanc sur case blanche c2 · Dame blanche sur case blanche e2 · Tour blanche sur case blanche f1 · Roi blanc sur case noire g1 | Roi noir sur case noire d8 · Pion noir sur case blanche d7 · Pion noir sur case blanche c6 · Fou noir sur case noire h6 · Pion noir sur case noire d4 · Dame noire sur case noire c3 · Pion blanc sur case blanche d3 · Pion noir sur case noire e3 · Tour blanche sur case blanche f3 · Pion blanc sur case noire g3 · Cavalier noir sur case noire b2 · Pion blanc sur case blanche c2 · Dame blanche sur case blanche e2 · Tour blanche sur case blanche f1 · Roi blanc sur case noire g1 | Roi noir sur case noire d8 · Pion noir sur case blanche d7 · Pion noir sur case blanche c6 · Fou noir sur case noire h6 · Pion noir sur case noire d4 · Dame noire sur case noire c3 · Pion blanc sur case blanche d3 · Pion noir sur case noire e3 · Tour blanche sur case blanche f3 · Pion blanc sur case noire g3 · Cavalier noir sur case noire b2 · Pion blanc sur case blanche c2 · Dame blanche sur case blanche e2 · Tour blanche sur case blanche f1 · Roi blanc sur case noire g1 | Roi noir sur case noire d8 · Pion noir sur case blanche d7 · Pion noir sur case blanche c6 · Fou noir sur case noire h6 · Pion noir sur case noire d4 · Dame noire sur case noire c3 · Pion blanc sur case blanche d3 · Pion noir sur case noire e3 · Tour blanche sur case blanche f3 · Pion blanc sur case noire g3 · Cavalier noir sur case noire b2 · Pion blanc sur case blanche c2 · Dame blanche sur case blanche e2 · Tour blanche sur case blanche f1 · Roi blanc sur case noire g1 | Roi noir sur case noire d8 · Pion noir sur case blanche d7 · Pion noir sur case blanche c6 · Fou noir sur case noire h6 · Pion noir sur case noire d4 · Dame noire sur case noire c3 · Pion blanc sur case blanche d3 · Pion noir sur case noire e3 · Tour blanche sur case blanche f3 · Pion blanc sur case noire g3 · Cavalier noir sur case noire b2 · Pion blanc sur case blanche c2 · Dame blanche sur case blanche e2 · Tour blanche sur case blanche f1 · Roi blanc sur case noire g1 | Roi noir sur case noire d8 · Pion noir sur case blanche d7 · Pion noir sur case blanche c6 · Fou noir sur case noire h6 · Pion noir sur case noire d4 · Dame noire sur case noire c3 · Pion blanc sur case blanche d3 · Pion noir sur case noire e3 · Tour blanche sur case blanche f3 · Pion blanc sur case noire g3 · Cavalier noir sur case noire b2 · Pion blanc sur case blanche c2 · Dame blanche sur case blanche e2 · Tour blanche sur case blanche f1 · Roi blanc sur case noire g1 | Roi noir sur case noire d8 · Pion noir sur case blanche d7 · Pion noir sur case blanche c6 · Fou noir sur case noire h6 · Pion noir sur case noire d4 · Dame noire sur case noire c3 · Pion blanc sur case blanche d3 · Pion noir sur case noire e3 · Tour blanche sur case blanche f3 · Pion blanc sur case noire g3 · Cavalier noir sur case noire b2 · Pion blanc sur case blanche c2 · Dame blanche sur case blanche e2 · Tour blanche sur case blanche f1 · Roi blanc sur case noire g1 | 3 |
| 2 | Roi noir sur case noire d8 · Pion noir sur case blanche d7 · Pion noir sur case blanche c6 · Fou noir sur case noire h6 · Pion noir sur case noire d4 · Dame noire sur case noire c3 · Pion blanc sur case blanche d3 · Pion noir sur case noire e3 · Tour blanche sur case blanche f3 · Pion blanc sur case noire g3 · Cavalier noir sur case noire b2 · Pion blanc sur case blanche c2 · Dame blanche sur case blanche e2 · Tour blanche sur case blanche f1 · Roi blanc sur case noire g1 | Roi noir sur case noire d8 · Pion noir sur case blanche d7 · Pion noir sur case blanche c6 · Fou noir sur case noire h6 · Pion noir sur case noire d4 · Dame noire sur case noire c3 · Pion blanc sur case blanche d3 · Pion noir sur case noire e3 · Tour blanche sur case blanche f3 · Pion blanc sur case noire g3 · Cavalier noir sur case noire b2 · Pion blanc sur case blanche c2 · Dame blanche sur case blanche e2 · Tour blanche sur case blanche f1 · Roi blanc sur case noire g1 | Roi noir sur case noire d8 · Pion noir sur case blanche d7 · Pion noir sur case blanche c6 · Fou noir sur case noire h6 · Pion noir sur case noire d4 · Dame noire sur case noire c3 · Pion blanc sur case blanche d3 · Pion noir sur case noire e3 · Tour blanche sur case blanche f3 · Pion blanc sur case noire g3 · Cavalier noir sur case noire b2 · Pion blanc sur case blanche c2 · Dame blanche sur case blanche e2 · Tour blanche sur case blanche f1 · Roi blanc sur case noire g1 | Roi noir sur case noire d8 · Pion noir sur case blanche d7 · Pion noir sur case blanche c6 · Fou noir sur case noire h6 · Pion noir sur case noire d4 · Dame noire sur case noire c3 · Pion blanc sur case blanche d3 · Pion noir sur case noire e3 · Tour blanche sur case blanche f3 · Pion blanc sur case noire g3 · Cavalier noir sur case noire b2 · Pion blanc sur case blanche c2 · Dame blanche sur case blanche e2 · Tour blanche sur case blanche f1 · Roi blanc sur case noire g1 | Roi noir sur case noire d8 · Pion noir sur case blanche d7 · Pion noir sur case blanche c6 · Fou noir sur case noire h6 · Pion noir sur case noire d4 · Dame noire sur case noire c3 · Pion blanc sur case blanche d3 · Pion noir sur case noire e3 · Tour blanche sur case blanche f3 · Pion blanc sur case noire g3 · Cavalier noir sur case noire b2 · Pion blanc sur case blanche c2 · Dame blanche sur case blanche e2 · Tour blanche sur case blanche f1 · Roi blanc sur case noire g1 | Roi noir sur case noire d8 · Pion noir sur case blanche d7 · Pion noir sur case blanche c6 · Fou noir sur case noire h6 · Pion noir sur case noire d4 · Dame noire sur case noire c3 · Pion blanc sur case blanche d3 · Pion noir sur case noire e3 · Tour blanche sur case blanche f3 · Pion blanc sur case noire g3 · Cavalier noir sur case noire b2 · Pion blanc sur case blanche c2 · Dame blanche sur case blanche e2 · Tour blanche sur case blanche f1 · Roi blanc sur case noire g1 | Roi noir sur case noire d8 · Pion noir sur case blanche d7 · Pion noir sur case blanche c6 · Fou noir sur case noire h6 · Pion noir sur case noire d4 · Dame noire sur case noire c3 · Pion blanc sur case blanche d3 · Pion noir sur case noire e3 · Tour blanche sur case blanche f3 · Pion blanc sur case noire g3 · Cavalier noir sur case noire b2 · Pion blanc sur case blanche c2 · Dame blanche sur case blanche e2 · Tour blanche sur case blanche f1 · Roi blanc sur case noire g1 | Roi noir sur case noire d8 · Pion noir sur case blanche d7 · Pion noir sur case blanche c6 · Fou noir sur case noire h6 · Pion noir sur case noire d4 · Dame noire sur case noire c3 · Pion blanc sur case blanche d3 · Pion noir sur case noire e3 · Tour blanche sur case blanche f3 · Pion blanc sur case noire g3 · Cavalier noir sur case noire b2 · Pion blanc sur case blanche c2 · Dame blanche sur case blanche e2 · Tour blanche sur case blanche f1 · Roi blanc sur case noire g1 | 2 |
| 1 | Roi noir sur case noire d8 · Pion noir sur case blanche d7 · Pion noir sur case blanche c6 · Fou noir sur case noire h6 · Pion noir sur case noire d4 · Dame noire sur case noire c3 · Pion blanc sur case blanche d3 · Pion noir sur case noire e3 · Tour blanche sur case blanche f3 · Pion blanc sur case noire g3 · Cavalier noir sur case noire b2 · Pion blanc sur case blanche c2 · Dame blanche sur case blanche e2 · Tour blanche sur case blanche f1 · Roi blanc sur case noire g1 | Roi noir sur case noire d8 · Pion noir sur case blanche d7 · Pion noir sur case blanche c6 · Fou noir sur case noire h6 · Pion noir sur case noire d4 · Dame noire sur case noire c3 · Pion blanc sur case blanche d3 · Pion noir sur case noire e3 · Tour blanche sur case blanche f3 · Pion blanc sur case noire g3 · Cavalier noir sur case noire b2 · Pion blanc sur case blanche c2 · Dame blanche sur case blanche e2 · Tour blanche sur case blanche f1 · Roi blanc sur case noire g1 | Roi noir sur case noire d8 · Pion noir sur case blanche d7 · Pion noir sur case blanche c6 · Fou noir sur case noire h6 · Pion noir sur case noire d4 · Dame noire sur case noire c3 · Pion blanc sur case blanche d3 · Pion noir sur case noire e3 · Tour blanche sur case blanche f3 · Pion blanc sur case noire g3 · Cavalier noir sur case noire b2 · Pion blanc sur case blanche c2 · Dame blanche sur case blanche e2 · Tour blanche sur case blanche f1 · Roi blanc sur case noire g1 | Roi noir sur case noire d8 · Pion noir sur case blanche d7 · Pion noir sur case blanche c6 · Fou noir sur case noire h6 · Pion noir sur case noire d4 · Dame noire sur case noire c3 · Pion blanc sur case blanche d3 · Pion noir sur case noire e3 · Tour blanche sur case blanche f3 · Pion blanc sur case noire g3 · Cavalier noir sur case noire b2 · Pion blanc sur case blanche c2 · Dame blanche sur case blanche e2 · Tour blanche sur case blanche f1 · Roi blanc sur case noire g1 | Roi noir sur case noire d8 · Pion noir sur case blanche d7 · Pion noir sur case blanche c6 · Fou noir sur case noire h6 · Pion noir sur case noire d4 · Dame noire sur case noire c3 · Pion blanc sur case blanche d3 · Pion noir sur case noire e3 · Tour blanche sur case blanche f3 · Pion blanc sur case noire g3 · Cavalier noir sur case noire b2 · Pion blanc sur case blanche c2 · Dame blanche sur case blanche e2 · Tour blanche sur case blanche f1 · Roi blanc sur case noire g1 | Roi noir sur case noire d8 · Pion noir sur case blanche d7 · Pion noir sur case blanche c6 · Fou noir sur case noire h6 · Pion noir sur case noire d4 · Dame noire sur case noire c3 · Pion blanc sur case blanche d3 · Pion noir sur case noire e3 · Tour blanche sur case blanche f3 · Pion blanc sur case noire g3 · Cavalier noir sur case noire b2 · Pion blanc sur case blanche c2 · Dame blanche sur case blanche e2 · Tour blanche sur case blanche f1 · Roi blanc sur case noire g1 | Roi noir sur case noire d8 · Pion noir sur case blanche d7 · Pion noir sur case blanche c6 · Fou noir sur case noire h6 · Pion noir sur case noire d4 · Dame noire sur case noire c3 · Pion blanc sur case blanche d3 · Pion noir sur case noire e3 · Tour blanche sur case blanche f3 · Pion blanc sur case noire g3 · Cavalier noir sur case noire b2 · Pion blanc sur case blanche c2 · Dame blanche sur case blanche e2 · Tour blanche sur case blanche f1 · Roi blanc sur case noire g1 | Roi noir sur case noire d8 · Pion noir sur case blanche d7 · Pion noir sur case blanche c6 · Fou noir sur case noire h6 · Pion noir sur case noire d4 · Dame noire sur case noire c3 · Pion blanc sur case blanche d3 · Pion noir sur case noire e3 · Tour blanche sur case blanche f3 · Pion blanc sur case noire g3 · Cavalier noir sur case noire b2 · Pion blanc sur case blanche c2 · Dame blanche sur case blanche e2 · Tour blanche sur case blanche f1 · Roi blanc sur case noire g1 | 1 |
|   | a | b | c | d | e | f | g | h |   |

Sur le tableau, les positions des pièces sont les suivantes selon Isaac Linder : blancs — Rg1, De2, Tf1, Tf3, pions : c2, d3, g3 ; noirs — Rd8, Dc3, Fh6, Cb2, pions : c6, d7, d4, e3. Les positions peuvent se retrouver lors d'une véritable partie d'échecs. Et les noirs et les blancs ont des perspectives de poursuite de la lutte, bien que la prépondérance matérielle soit du côté des blancs, les noirs exercent de la pression sur l'adversaire.
Les positions sur le tableau ont également été reconstituées par S. Goubnitski (ru) et elles correspondent à celles de Linder :

« blancs —  Rg1, D2, Tf1, Tf3,  [pions] c2, d3, g3 ; noirs — Rd8, Dc3, Fh6, Cb2, c6, d7, d4, e3. »

## Place de ce tableau dans l'œuvre de l'artiste
Ce tableau appartient à la dernière période de l'œuvre de Miassoïedov qui a commencé dans les années 1890. C'était une période difficile pour ses relations personnelles avec ses proches et marquées par le déclin de ses forces créatives. Un des sujets principaux de l'œuvre de Miassoïedov est la paysannerie russe. Il se produit à son époque une modification du positionnement de la paysannerie dans la société. Sa simplicité patriarcale disparaît, la bourgeoisie se développe dans le milieu villageois, des conflits de classes apparaissent dans les villages. Le peintre perd ses contacts avec ses anciens héros et se concentre sur des portraits de membres de l'intelligentsia, crée des croquis pour des décors de productions théâtrales. Appartenant à la tendance réaliste, il commence à ressentir l'influence de la peinture de salon.

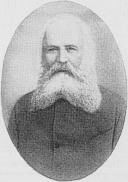
Sergueï Ouroussov, photographie du XIXe siècle.
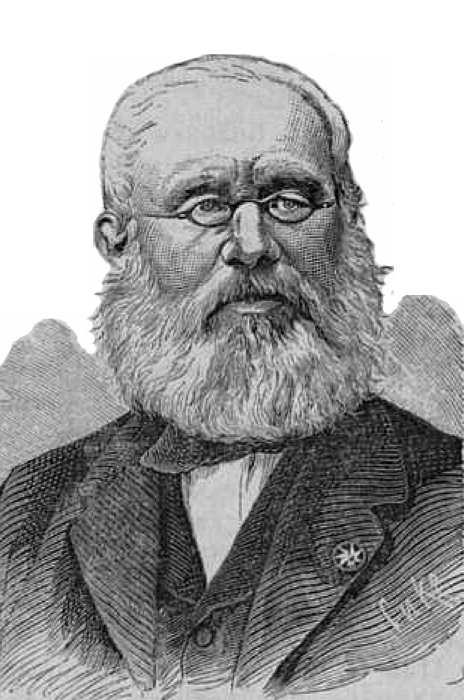
Alexandre Petrov, gravure de Lavrenti Seriakov d'après un dessin de Piotr Borel (ru).
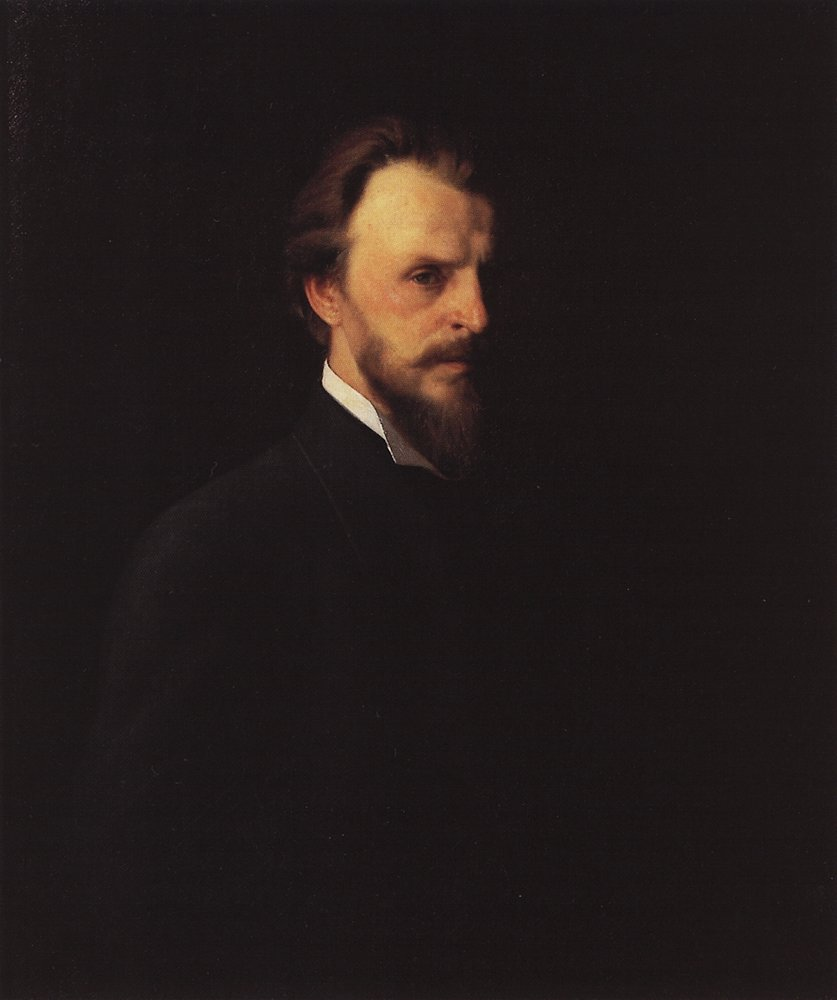
Grigori Miassoïedov, Autoportrait (début du XXe siècle).

## Crédit d'auteurs
- (ru) Cet article est partiellement ou en totalité issu de l’article de Wikipédia en russe intitulé « Сам с собою, или Игра в  шахматы » (voir la liste des auteurs).